# 오경석
오경석(吳慶錫, 1831년(순조 31년) 3월 5일(음력 1월 21일) ~ 1879년(고종 16년) 10월 7일(음력 8월 22일))은 조선 후기의 역관, 외교관이자 정치인, 사상가이다. 작가이자 시인이며 서예가, 서화가였고, 고미술품 감정에도 식견을 갖추었다. 그는 조선왕조 19세기 중엽의 개화사상의 비조로서, 한국 최초의 개화사상가이다. 역관·서화가·금석학자이며, 특히 전서체를 잘 썼다. 본관은 해주(海州)이고, 자는 원거(元秬), 호는 역매(亦梅)·진재(鎭齋)·천죽재(天竹齋)이며, 서울 출신이다. 역관이자 독립운동가였던 오세창은 그의 아들이다.
1846년 역과에 합격하여 한어(중국어) 역관으로 근무하였으며 1853년 베이징 체류하면서 새로운 문물을 접하고 개항론을 주장하였다. 또 병인양요의 해결과 강화도 조약 체결에 참여하여 전란 방지에 공헌하였고, 관직은 숭록대부 중추부지사에 이르렀다.
환재 박규수, 유대치, 강위 등과 더불어 초기 개화인사이자, 북학파에서 개화파로 넘어가는 과도기형 인물로 평가된다. 추사 김정희의 문하생인 이상적(李尙迪)의 문인이었고, 박제가의 손자 박효선을 사숙하였다.

## 생애

### 생애 초반

#### 출생과 가계
1831년(순조 31년) 3월 5일(음력 1월 21일) 한성부에서 한어 역관인 오응현(吳膺賢)과 지중추부사 이의무(李義懋)의 딸 전주이씨의 아들로 태어났다. 아버지 오응현은 중국어인 한학역관으로 출사하여 관직이 지중추부사에 이르렀다. 할아버지 오계순(吳繼淳)과 증조부 오도원(吳道源)은 역관이었고, 고조할아버지 오필검(吳弼儉)은 혜민서 참봉이었다. 역관이었던 할아버지 오계순은 생전에 황해도와 충청남도 일대에 잠입해서 개신교를 전도하던 선교사 귀츨라프를 발견하여 그를 조사, 심문하였다. 할아버지 오계순에게 내려진 증 호조판서 벼슬은 아버지 오응현의 출세로 사후 증직된 벼슬이었다.
그는 대대로 8대나 역관을 하던 부유한 집안에서 태어났다. 그는 오인유(吳仁裕)의 후손으로, 오인유는 고려 때 검교군기감을 역임하였으며, 이후 대대로 문과 합격자를 배출하였다. 이후 15대 오인량(吳仁亮)이 역과에 응시했다가 합격해서 역관이 되었고 사역원 판관올랐다. 오인량의 동생 오제량(吳悌亮)은 무과에 응시하여 훈련원 첨정을 지냈으나 그의 아들 오정화(吳鼎和)는 의과에 응시하여 의관으로 활인서 별제를 역임했다. 17대 오지항(吳志恒)은 역과에 응시하여 다시 역관이 되었으며 그 이후에 대대로 역관을 지냈다.

#### 유소년기
오경석(吳慶錫)의 아버지 오응현(吳應賢)은 1825년 역과에 합격하여 당상역관을 거쳐 지중추부사에 이르렀다. 어려서 박제가의 북학을 공부하고, 김정희의 금석학을 공부하였다. 16살 때 단 한 번으로 역과에 한학으로 합격했는데, 그때 누구나 당연하게 여겼다고 한다. 추사 김정희의 문하생인 이상적의 문하에 출입하며 학문과 한어(漢語, 중국어), 서화 등을 배웠다.
아버지 오응현은 자신의 친구였던 역관 이상적을 초빙하여 집안 자제들에게 글을 가르쳤고 오경석은 이상적에게 글을 배웠다. 이상적은 추사 김정희의 문인으로, 박지원과 박제가의 학통을 계승한 인물이었다. 아버지 오응현은 박제가의 학문을 매우 높이 평가하여 박제가의 저술들을 구해놓고, 자손들에게 이를 읽도록 했다. 오경석 또한 박제가를 가장 존경하여, 서재에는 그의 글씨와 그림을 한 폭씩 걸어놓고 그의 책을 읽었다고 한다. 이후 박제가와 연암 박지원의 학문도 사숙하였다. 1846년(헌종 12년)에 역과의 식년시에 합격하였다.

### 관료 생활

#### 관료생활 초반
1846년(헌종 12년) 역과(譯科)에 합격하여 관직에 나갔으며 사역원한학습독관이 되었다. 이후 사역원첨정을 지낸 이정(李挺)의 딸 금산이씨(金山李氏)와 결혼했으나 곧 전염병으로 사별하고 이듬해 중인 가문의 딸 김해김씨와 재혼하였다. 1853년 23살 때 처음으로 북경으로 가는 사신단에 참여하였다. 그때 서양 세력에게 침탈되는 청나라 모습에 충격을 받았으며, 그것이 장래에 조선에도 닥치게 될 위기임을 절감한다. 그런 생각을 바탕을 서양 문물과 사상이 담긴 서적을 사들였고, 조선에서는 그 책들을 신서(新書)라고 불렀다. 신서는 한문으로 번역된 세계 각국의 정치, 경제, 사회에 관한 책들이었으며, 양수기 제조법이나 세계 지도 등도 수록되어 있었다.
청나라의 사행길을 여러번 수행하고 돌아온 오경석은 1840년대의 아편전쟁, 1851년의 태평천국 운동, 그밖에 서구 열강의 개항 요구 등으로 청나라가 망해가는 모습을 베이징 현장에서 보고, 사회 개혁의 필요성을 절감하였다. 그는 자기만 개화사상을 지닐 것이 아니라 국내 지도층이 함께 인식해야 한다고 생각했다. 그래서 청나라에서 간행된 '해국도지(海國圖志)', '영환지략(瀛環志略)', '박물신편(博物新編)', '양수기제조법(揚水機製造法)', '중서견문록(中西見聞錄)'등의 서적을 구입하여 귀국했다. 또한 일본을 자주 방문하던 개화승려 이동인 등과도 만나 세계정세를 논하였다.
훗날 아들 오세창의 증언에 의하면, 유대치가 오경석에게 어떻게 해야 조선사회의 개혁을 성취할 수 있느냐고 묻자, 오경석은 김옥균 등의 개혁적 성향의 북촌 양반들을 대안으로 제시하였다. 그는“북촌의 양반 자제 가운데 동지를 구하여 혁신의 기운을 일으켜야 한다”고 말했다는 것이다. 오경석이 베이징에서 구입해 온 세계 각국의 지리와 역사, 과학과 정치 서적들은 이동인이 구해온 박물, 서양어 서적, 태엽기계, 거울, 망원경, 돋보기 등과 함께 유대치, 강위, 박규수 등에게도 전달되었고, 이들을 통해 김윤식, 김홍집, 유길준, 김옥균, 박영효, 서재필 등 북촌 청년들에게 전해지며 개화파라는 정치 세력이 형성되었다.

#### 외교 활동
1860년(철종 11년) 10월 청나라에 파견되는 진하사 겸 사은사 신석우(申錫愚)의 수행 역관으로 베이징을 방문했다가 1861년 3월에 귀국했는데, 이때 영국과 프랑스 연합군의 베이징 점령을 목격하고 돌아와 개항의 필요성을 역설하였다. 그는 역관으로 재직하면서 스승 이상적을 가르친 추사 김정희를 찾아가 사사하였으나 얼마 뒤 사망하였다. 1866년(고종 3년) 5월 병인양요 발생 직전, 프랑스 동양함대의 조선 침공이 준비되자, 이 정보를 입수하여 조선정부가 사태를 해명하고 정세를 탐지하기 위해 청나라로 파견하는 주청사(奏請使) 일행의 역관으로 베이징을 방문하였다. 이때 서양의 침략에 경험이 있던 청나라의 양무파 정객, 외교가들을 방문하여, 이들을 설득하여 프랑스 함대의 동태와 그들의 조선침략 대책수립에 대한 정보를 수집하고 대응책에 대한 정보를 얻어왔다. 귀국 후 그는 청나라는 프랑스의 조선 침공에 관련되어 있지 않으며, 프랑스군은 군량(軍糧)이 부족하므로 지형을 이용하여 굳게 지키고 가능한 한 싸움을 피하면서 시간을 오래 끌면 이길 수 있을 것이라는 내용을 조선 정부에 보고했다.
사역원의 한학교수(敎授)를 거쳐 1868년 3월 18일 동지중추부사 김정구(金鼎九)와 함께 영건도감 별간역에 임명되고, 사역원 당하 역관을 거쳐 1869년 7월 20일 당상관으로 승진, 절충장군이 되었다. 1869년 8월 22일 오위장, 첨지중추부사가 되었다가 9월 2일 신병을 이유로 오위장직에서 체직을 청하고 사퇴하였다.
1872년(고종 9년) 12월 25일 상호도감 도제조의 청으로 상호도감 별간역에 임명되었다. 그해 겨울 청나라에 파견되는 진하사의 수행 수역관으로 가서 청나라 황제의 조서를 받아온 공로로, 1873년 1월 20일 홍순목의 청으로 절충장군에서 가선대부로 승진하였다. 이어 다시 상호도감 별간역이 되었다가 7월 30일 당상역관으로 청나라 사행길에 참여하였다. 1874년 1월 7일 오위장이 되었으나 1월 19일 신병을 이유로 사직하였다. 그러나 같은 날 동지중추부사로 임명된다. 그해 8월 청나라에 동지사가 파견될 때 정원 외로, 한학 당상역관 자격으로 사행길에 참여하였다. 그해 10월 동지사 수역(首譯)으로 청나라에 다녀왔다.

#### 대원군 실각 이후
1874년 11월 흥선대원군이 실각한 뒤에도 그는 정치색을 드러내지 않았으므로 사역원의 한어 당상역관으로 계속 근무하였다. 청나라에서 미국, 유럽 열강의 신 문물을 접한 오경석은 개화의 시급함을 주장하였다. 그러나 개항론을 주창한 이후 흥선대원군의 미움, 박해를 받았다고 한다. 그러나 민씨 정권에서 고위직을 역임한 동생 오경연과는 달리 민씨 일파에 붙지 않았으므로, 그의 강직함은 대원군도 높이 샀다 한다.
그해 겨울부터 사역원에서 《통문관지 (通文館志)》의 속편(續編)을 교열할 때 한학 당상(漢學堂上) 김경수(金景遂), 이상건(李尙健), 한문규(韓文奎), 왜학 당상(倭學堂上) 오치묵(吳致默), 이희문(李熙聞) 등 18명의 역관과 함께 교정관(校正官)의 한 사람으로 참여하였다. 1875년 2월 26일 《통문관지 (通文館志)》속편 교열에 참여한 사역원 관료들을 포상할 때 1자급 승진하여 가의대부가 되었다.
1875년 4월 12일 청나라의 사신이 도착하자 모화관에서 역관 통사(譯官通事)로 이용숙(李容肅)과 함께 이들을 접견하였다.

### 생애 후반

#### 개화 청년 양성
그는 유대치, 박규수, 강위 등과 개항의 필요성을 역설하고, 개화파 청년들의 육성을 고민하였다. 조선의 정치현실을 타개하기 위해서는 장차 정치의 전면에 나설 젊은 양반자제들과 접촉하여 개화사상을 교육하고 발전시켜서 근본적인 개혁정치를 실시하는 것이 지름길이라고 생각했다. 1860년대부터 김윤식, 유길준, 김홍집 등이 박규수와 유대치, 강위의 문하와 그의 문하에 출입하였다.
1874년 박규수가 의정부우의정에서 사직한 뒤인 김옥균 등의 청년 지식인들이 박규수의 집을 드나들면서 북학파의 학문과 해외사정에 대해 지도를 받았으며 이때 오경석과도 본격적으로 접촉하였다. 이들 청년들은 1877년 박규수가 죽자 이후 오경석과 유홍기, 강위 등의 문하에 출입하다가, 오경석 자신이 사망하는 1879년 이후에는 유홍기, 강위의 문하에 출입하면서 개화 사상을 수립하였다.

#### 개항론과 개혁 운동
오경석은 또한 13차례나 청나라를 오가면서 서양 문물과 제도를 알 수 있는 물품, 곧 세계 지도를 비롯하여 자명종, 망원경 등을 조선에 들여왔다. 흥선대원군이 애용하던 회중시계도 오경석이 청나라에서 사와서 선물했으리라 여겨진다. 또한 한국 최초로 초상 사진을 찍은 사람이며, 1853년 주청 프랑스 공사 필립에게 사진을 찍어 달라고 부탁하여 청나라에서 귀국할 때 가지고 돌아왔다.
1876년(고종 13년) 1월 13일 강화도 조약 직전 일본의 선박이 인천항에 나타나 항의 시위를 하자, 강화 유수 조병식(趙秉式)의 지시를 받고 훈도(訓導) 현석운(玄昔運)과 함께 항산도(項山島)에 정박중이던 일본측 군함의 통역 모리야마 시게루(森山茂)를 접견하였다. 그해 2월 5일 왜국 군함이 물러나는데 기여한 공로로 흥인군 이최응의 건의로 자헌대부로 승진하였다.
1876년 3월 진하사 겸 사은사가 파견될 때 오경석은 한어 수역관으로 사행길에 포함되었으나 갑자기 병으로 가지 못하고 한문규로 대체되었다. 1877년 개항을 놓고 논쟁이 발생했을 때 그는 박규수, 유대치, 강위 등과 함께 개국(開國, 개항)론을 주장하여 흥선대원군 일파와 맞섰다. 승정원일기에 의하면 오경석과 박규수 등이 개국론을 주장한 것은 청나라 리훙장의 권고 때문이었다 한다. 1877년(고종 14년) 6월 16일 사역원 도제조의 건의로 오랫동안 승진하지 못했다는 이유로 1자급 특진되어 정헌대부가 되었다.

### 최후
그러나 그는 강화도 조약 체결 과정에 참여하여 활동하던 중 과로하여 일본의 군함이 되돌아간 직후인 1876년(고종 13년) 4월 쓰러졌으며, 이후 중풍으로 병석에 눕게 되었다.
1877년 8월 그동안의 외교활동의 공로를 인정받아 주변의 반대 없이 종1품 숭정대부(崇政大夫)로 승진하여 돈녕부판사가 되었다가, 8월 14일 중추부지사로 임명되었으나 9월 10일 신병을 이유로 체직을 청하는 상소를 올려 면직되었다. 11월 11일 사역원에서 《통문관지속편(通文館誌續編)》을 영인할 때 감인(監印)에 참여한 공로로 1자급 특진하였다. 12월 숭록대부(崇祿大夫)로 승진, 중추부지사에 임명되었다.
만년에는 풍증으로 고생하였다. 오경석의 벼슬은 지중추부사 숭록대부에 이르렀으며, 그는 1879년 콜레라에 전염되어 죽은 후처를 안장하고 돌아오던 길에 과로와 풍증, 콜레라 감염이 겹쳐 병석에 누웠다가 바로 49세의 나이로 사망하였다.

### 사후
시신은 경기도 양근군 북면 율곡리(현, 가평군 설악면 회곡리 밤나무골 부락)의 선영하에 매장되었다. 그의 묘소 근처에는 손자 오일룡과 증손자 오천혁의 묘소가 인근에 있다.

## 저서
- 《삼한금석록》
- 《삼한방비록 三韓訪碑錄》
- 《천죽재차록 天竹齋箚錄》
- 《양요기록 洋擾記錄》

## 천죽재차록과 골동품
골동품 수집가이기도 했던 오경석은 자신이 수집한 골동품에 대한 소장, 입수과정을 적은 천죽재차록(天竹齋箚錄)을 간행하여 남겼다. 각종 서한 외에도 범유경(范維卿)같은 골동품상과도 편지를 주고받으며 정보를 교류한 것도 수록되어 있었으나 일제강점기와 6.25 전쟁을 거치면서 유실되었다.
그의 천죽재차록에 나온 일부 골동품에 대한 것은 아들 오세창이 지은 《근역서화징 (槿域書畵徵)》에 일부 인용되었다. 그는 골동서화를 구입해 감상만 한 것이 아니라, 훌륭한 글씨나 그림을 보고 연습하여 작품을 남겨, 서화가로도 명성을 남기게 되었다.
강건이 만들고 오경석이 소장했던 옥으로 만든 해시계가 발견되었다. 시계에는 강건이 제작하고 오경석이 소장했다는 글이 씌여 있다. 강건의 집안은 시계를 제작해 온 명문가의 후손으로 한성판윤(현 서울시장)을 지냈고, 오세창과 가깝게 교류를 했다. 강건의 증조부는 조선 후기의 강세황이고, 그의 아버지 강이오와 큰아버지 강이중은 혼천시계를 제작한 것으로도 유명하다.

## 평가 및 영향
어려서부터 글씨와 그림을 즐겼으며 북경에 왕래하면서 세계 정세에 대한 새로운 지식을 많이 흡수하여 조선의 국제무대 등장을 주장했다. 그가 중국으로부터 가져온 《해국도지(海國圖誌)》와 같은 책은 세계 정세를 국내에 소개하는 자료가 되기도 했다.
오경석이 가지고 온 신서는 그의 친구인 유대치에게 영향을 끼쳤다. 유대치는 오경석과 동갑으로 불심이 깊고, 다방면에 유능한 한의사였으며, 유대치를 따르는 이들로는 김옥균, 박영효, 서광범 등이었다. 결국 오경석의 영향을 받아 초기 개화사상이 일어난 셈이다. 이런 까닭에 한국 최초의 개화사상가 또는 한국 개화사상의 비조라는 평가를 받는다.

## 가족
- 고조부 : 오필검(吳弼儉)
  - 증조부 : 오도원(吳道源)
    - 할아버지 : 오계순(吳繼淳)
      - 아버지 : 오응현(吳膺賢)
      - 어머니 : 전주 이씨
        - 동생 : 오경윤(吳慶潤, 1833년 ~ ?)
        - 동생 : 오경림(吳慶林, 1834년 ~ ?)
        - 동생 : 오경연(吳慶然, 1841년 ~ ?)

      - 계모 : 이름 미상
        - 이복 동생 : 오경학(吳慶鶴, 1843년 ~ ?)
          - 아들 : 오세창
            - 손자 : 오일룡(吳一龍, 1917년 ~ ?, 종로구청 공무원)
            - 손자 : 오일육(吳一六, 장면 비서관, 경무대·이기붕 비서관 역임)

- 외조부 : 이의무(李義懋)

## 오경석을 연기한 배우들
- 1982년 황범식 - 《풍운》(KBS1드라마)
- 1990년 강성욱 - 《대원군》(MBC 드라마)
- 1996년 정동환 - 《찬란한 여명》(KBS2 드라마)

## 같이 보기
- 박규수
- 오세창
- 이동인
- 박영효
- 유홍기
- 서재필
- 홍영식
- 서광범
- 개화사상
- 개화당

## 참고 자료
- [국회보 2012년 3월호] 조선청년에 개화사상 전파해 위기의 조국 구하려 한 역관 오경석 국회보 2012.03
- 보관됨 2013-12-06 - 웨이백 머신 오경석·세창 父子의 빼어난 감식 안목 중앙일보 2004.05.18
- 오세창 관련 유물, 후손이 예술의전당에 기증 한겨레 2004.05.13
- 역관 주요가계와 인물